# Pepònide

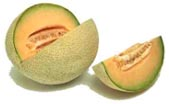
Pepònide de meló Cantaloup

Una pepònide és un tipus de fruit característic de la família les cucurbitàcies.
Es tracta d'un fruit carnós, sincàrpic que prové d'un ovari ínfer i amb les placentes molt desenvolupades. El pericarpi està més o menys endurit segons les espècies o varietats. El mesocarpi conté la polpa que pot ser ensucrada o no, de vegades és fibrosa o sucosa. Conté moltes llavors.
El fruit pot tenir grans dimensions que varien des de pocs centímetres en plantes silvestres a més d'un metre de diàmetre en algunes carabasseres.